# LNB Élite
Ligue nationale de basket-ball Élite – najwyższa w hierarchii klasa męskich ligowych rozgrywek koszykarskich we Francji, będąca jednocześnie najwyższym szczeblem centralnym (I poziom ligowy). Zmagania w jej ramach toczą się cyklicznie (co sezon), systemem kołowym, od sezonu 1986/87 dodatkowo z fazą play-off na zakończenie każdego z sezonów i przeznaczone są dla najlepszych francuskich drużyn klubowych. Jej triumfator zostaje mistrzem Francji, zaś najsłabsze drużyny relegowane są do LNB Pro B. Czołowe zespoły klasyfikacji końcowej każdego sezonu uzyskują prawo występów w europejskich pucharach w sezonie następnym (EuroLiga, Eurocup, Liga Mistrzów FIBA, FIBA Europe Cup). Od sezonu 1987/88 jest ligą zawodową.

## Historia
Mistrzostwa Francji w koszykówce mężczyzn organizowane są od 1921 r. (z przerwą w edycjach 1939/40 i 1940/41 na skutek II wojny światowej), a w formule ligi zawodowej – od sezonu 1987/88. Rozgrywkami zarządza Ligue Nationale de Basket (LNB), założona w Paryżu 27 czerwca 1987 jako Comité des clubs de haut niveau (CCHN), a od 24 listopada 1990 pod obecną nazwą.
Poprzednie nazwy
- Championnat national (1921)
- Excellence (1921/22 – 1948/49)
- Nationale (1949/50 – 1962/63)
- Première Division (1963/64 – 1964/65)
- Nationale 1 (1965/66 – 1986/87)
- Nationale 1A (1987/88 – 1991/92)
- Nationale A1 (1992/93)
- Pro A (1993/94 – 2017/18)
- Élite (od 2018/19)

## Mistrzowie Francji w koszykówce mężczyzn
- 1921  Stade Françaispa
- 1921-22 Lille
- 1922-23  Arras
- 1923-24  FA Mulhouse
- 1924-25  FA Mulhouse
- 1925-26  FA Mulhouse
- 1926-27  Stade Français
- 1927-28  FA Mulhouse
- 1928-29  FA Mulhouse
- 1929-30  FA Mulhouse
- 1930-31  FA Mulhouse
- 1931-32  Reims
- 1932-33  Reims
- 1933-34  Olympique lillois
- 1934-35  CA Mulhouse
- 1935-36  SCPO
- 1936-37  CA Mulhouse
- 1937-38  SCPO
- 1938-39  Métro
- 1939-41 Nie rozegrano
- 1941-42  Métro
- 1942-43  Grenoble
- 1943-44  Grenoble
- 1944-45 Championnet
- 1945–46  Lyon
- 1946-47  Uniwersytet Paryski
- 1947-48  Marsylia
- 1948-49  ASVEL
- 1949-50  ASVEL
- 1950-51  Racing Paryż
- 1951-52  ASVEL
- 1952-53  Racing Paryż
- 1953-54  Racing Paryż
- 1954-55  ASVEL

- 1955-56  ASVEL
- 1956-57  ASVEL
- 1957-58  Charleville-Mézieres
- 1958-59  Roanne
- 1959-60  Charleville-Mézieres
- 1960-61  Alsace Bagnolet
- 1961-62  Alsace Bagnolet
- 1962-63  Uniwersytet Paryski
- 1963-64  ASVEL
- 1964-65  Denain Voltaire
- 1965-66  ASVEL
- 1966-67  Alsace Bagnolet
- 1967-68  ASVEL
- 1968-69  ASVEL
- 1969-70  Olympique Antibes
- 1970-71  ASVEL
- 1971-72  ASVEL
- 1972-73  Berck
- 1973-74  Berck
- 1974-75  ASVEL
- 1975–76  Tours
- 1976-77  ASVEL
- 1977-78  Moderne
- 1978-79  Moderne
- 1979-80  Tours
- 1980-81  ASVEL
- 1981-82  Moderne
- 1982-83  Limoges
- 1983-84  Limoges
- 1984-85  Limoges
- 1985-86  Orthez
- 1986-87  Orthez
- 1987-88  Limoges
- 1988-89  Limoges

- 1989-90  Limoges
- 1990-91  Olympique Antibes
- 1991-92  Pau-Orthez
- 1992-93  Limoges
- 1993-94  Limoges
- 1994-95  Olympique Antibes
- 1995-96  Pau-Orthez
- 1996-97  Racing Paryż
- 1997-98  Pau-Orthez
- 1998-99  Pau-Orthez
- 1999-00  Limoges
- 2000-01  Pau-Orthez
- 2001-02  ASVEL
- 2002-03  Pau-Orthez
- 2003-04  Pau-Orthez
- 2004-05  Sztrasburg
- 2005-06  Le Mans
- 2006-07  Roanne
- 2007-08  Nancy
- 2008-09  ASVEL
- 2009-10  Cholet
- 2010-11  Nancy
- 2011-12  Élan Chalon
- 2012-13  Nanterre
- 2013-14  Limoges
- 2014-15  Limoges
- 2015-16  ASVEL
- 2016-17  Élan Chalon
- 2017-18  Le Mans
- 2018-19  LDLC ASVEL
- 2019-20 Rozgrywki odwołane z powodu pandemii COVID-19
- 2020-21  LDLC ASVEL

## Zawodnicy z największą liczbą tytułów mistrzowskich
Stan na zakończenie sezonu 2016/17.
| Zawodnik            | Klub(y)                                | Liczba tytułów |
| ------------------- | -------------------------------------- | -------------- |
| Richard Dacoury     | Limoges (8), Paryż (1)                 | 9              |
| Alain Gilles        | ASVEL                                  | 8              |
| Frédéric Fauthoux   | Pau-Orthez                             | 7              |
| Didier Gadou        | Pau-Orthez                             | 7              |
| Henri Grange        | ASVEL                                  | 7              |
| Jean-Michel Sénégal | ASVEL (2), Tours (2), Limoges (3)      | 7              |
| André Buffière      | Lyon (1), Marseille (1), ASVEL (4)     | 6              |
| Laurent Foirest     | Antibes (2), Pau-Orthez (3), ASVEL (1) | 6              |
| Raymond Sahy        | ASVEL                                  | 6              |

## Nagrody (od 1983 r.)
| Rok  | Francuski MVP sezonu         | Zagraniczny MVP sezonu    | Wschodząca gwiazda         | Obrońca roku                 | Największy postęp             | Trener roku                                        |
| ---- | ---------------------------- | ------------------------- | -------------------------- | ---------------------------- | ----------------------------- | -------------------------------------------------- |
| 1983 | Philip Szanyiel (ASVEL)      | Ed Murhpy (Limoges)       | Valéry Demory (Stade)      | Nie przyznawano              | Nie przyznawano               | Nie przyznawano                                    |
| 1984 | Hervé Dubuisson (Stade)      | Ed Murphy (Limoges)       | Stéphane Ostrowski (MSB)   | Nie przyznawano              | Nie przyznawano               | Nie przyznawano                                    |
| 1985 | Richard Dacoury (Limoges)    | Ed Murphy (Limoges)       | Valéry Demory (Stade)      | Nie przyznawano              | Nie przyznawano               | Nie przyznawano                                    |
| 1986 | Stéphane Ostrowski (Limoges) | Kevin Figaro (Challans)   | Christian Garnier (Monaco) | Allen Bunting (Antibes)      | Nie przyznawano               | Michel Gomez (Challans)                            |
| 1987 | Freddy Hufnagel (Orthez)     | Bill Varner (Antibes)     | Didier Gadou (Orthez)      | Richard Dacoury (Limoges)    | Nie przyznawano               | George Fisher (Orthez)                             |
| 1988 | Stéphane Ostrowski (Limoges) | Don Collins (Limoges)     | Hugues Occansey (Limoges)  | Richard Dacoury (Limoges)    | Nie przyznawano               | Jean Galle (Cholet)                                |
| 1989 | Stéphane Ostrowski (Limoges) | Don Collins (Limoges)     | Jim Bilba (Cholet)         | Richard Dacoury (Limoges)    | Nie przyznawano               | Jean-Luc Monschau (Mulhouse)                       |
| 1990 | Stéphane Ostrowski (Limoges) | Don Collins (Limoges)     | Antoine Rigaudeau (Cholet) | Richard Dacoury (Limoges)    | Nie przyznawano               | Michel Gomez (Limoges)                             |
| 1991 | Antoine Rigaudeau (Cholet)   | Michael Brooks (Limoges)  | Antoine Rigaudeau (Cholet) | Richard Dacoury (Limoges)    | Nie przyznawano               | Michel Gomez (Orthez)                              |
| 1992 | Antoine Rigaudeau (Cholet)   | Michael Brooks (Limoges)  | Antoine Rigaudeau (Cholet) | Richard Dacoury (Limoges)    | Nie przyznawano               | Alain Thinet (Roanne)                              |
| 1993 | Antoine Rigaudeau (Cholet)   | Michael Young (Limoges)   | Yann Bonato (Antibes)      | Richard Dacoury (Limoges)    | Nie przyznawano               | Božidar Maljković (Limoges)                        |
| 1994 | Antoine Rigaudeau (Cholet)   | Michael Young (Limoges)   | Alain Digbeu (ASVEL)       | Richard Dacoury (Limoges)    | Nie przyznawano               | Božidar Maljković (Limoges)                        |
| 1995 | Yann Bonato (Paris)          | David Rivers (Antibes)    | Alain Digbeu (ASVEL)       | Richard Dacoury (Limoges)    | Nie przyznawano               | Jacques Monclar (Antibes)                          |
| 1996 | Antoine Rigaudeau (Orthez)   | Delaney Rudd (ASVEL)      | Fabien Dubos (Orthez)      | Arsène Ade-Mensah (Antibes)  | Nie przyznawano               | Gregor Beugnot (ASVEL)                             |
| 1997 | Yann Bonato (Limoges)        | Delaney Rudd (ASVEL)      | Frédéric Weis (Limoges)    | Jim Bilba (ASVEL)            | Nie przyznawano               | Gregor Beugnot (ASVEL)                             |
| 1998 | Jim Bilba (ASVEL)            | Jerry McCullough (BCM)    | Willem Laure (Dijon)       | Arsène Ade-Mensah (Paris)    | Nie przyznawano               | Gregor Beugnot (ASVEL)                             |
| 1999 | Laurent Foirest (Orthez)     | Keith Jennings (MSB)      | Frédéric Weis (Limoges)    | Jim Bilba (ASVEL)            | Nie przyznawano               | Claude Bergeaud (Orthez)                           |
| 2000 | Moustapha Sonko (ASVEL)      | Marcus Brown (Limoges)    | David Gautier (Cholet)     | Jim Bilba (ASVEL)            | Nie przyznawano               | Christophe Vitoux (SIG) & Duško Ivanović (Limoges) |
| 2001 | Jim Bilba (ASVEL)            | Bill Edwards (ASVEL)      | Tony Parker (Paris)        | Jim Bilba (ASVEL)            | Nie przyznawano               | Vincent Collet (MSB)                               |
| 2002 | Cyril Julian (Nancy)         | Roger Esteller (Orthez)   | Boris Diaw (Orthez)        | Florent Pietrus (Orthez)     | Nie przyznawano               | Savo Vucević (Cholet) & Duško Ivanović (Limoges)   |
| 2003 | Boris Diaw (Orthez)          | Rico Hill (MSB)           | Pape-Philippe Amagou (MSB) | Makan Dioumassi (Toulon)     | Nie przyznawano               | Frédéric Sarre (Orthez)                            |
| 2004 | Laurent Foirest (Orthez)     | Rick Hughes (SIG)         | Pape-Philippe Amagou (MSB) | Thierry Rupert (SIG)         | Nie przyznawano               | Vincent Collet (MSB)                               |
| 2005 | Laurent Sciarra (BCM)        | Jermaine Guice (STB)      | Mickael Mokongo (Chalon)   | Mickael Mokongo (Chalon)     | Nie przyznawano               | Éric Girard (SIG)                                  |
| 2006 | Cyril Julian (Nancy)         | Jason Rowe (Toulon)       | Ian Mahinmi (STB)          | John Linehan (Paris) / (SIG) | Nie przyznawano               | Frédéric Sarre (JL Bourg)                          |
| 2007 | Cyril Julian (Nancy)         | Dewarick Spencer (Roanne) | Nicolas Batum (MSB)        | Marc-Antoine Pellin (Roanne) | Nie przyznawano               | Jean-Denys Choulet (Roanne)                        |
| 2008 | Nando de Colo (Cholet)       | Marc Salyers (Roanne)     | Nicolas Batum (MSB)        | Dounia Issa (Vichy)          | Nando de Colo (Cholet)        | Christian Monschau (STB)                           |
| 2009 | Alain Koffi (MSB)            | Austin Nichols (Toulon)   | Thomas Heurtel (Orthez)    | Tony Dobbins (Orléans)       | Rodrigue Beaubois (Cholet)    | Philippe Hervé (Orléans)                           |
| 2010 | Ali Traoré (ASVEL)           | Ricardo Greer (Nancy)     | Andrew Albicy (Paris)      | John Linehan (Cholet)        | Kevin Séraphin (Cholet)       | Ruddy Nelhomme (Poitiers)                          |
| 2011 | Mickaël Gelabale (ASVEL)     | Samuel Mejia (Cholet)     | Evan Fournier (Poitiers)   | John Linehan (Nancy)         | Evan Fournier (Poitiers)      | Erman Kunter (Cholet)                              |
| 2012 | Fabien Causeur (Cholet)      | Blake Schilb (Chalon)     | Evan Fournier (Poitiers)   | Andrew Albicy (BCM)          | Evan Fournier (Poitiers)      | Gregor Beugnot (Chalon)                            |
| 2013 | Edwin Jackson (ASVEL)        | Dwight Buycks (BCM)       | Livio Jean-Charles (ASVEL) | Tony Dobbins (Poitiers)      | Edwin Jackson (ASVEL)         | Christian Monschau (BCM)                           |
| 2014 | Antoine Diot (SIG)           | Randal Falker (Nancy)     | Clint Capela (Chalon)      | Tony Dobbins (Dijon)         | Clint Capela (Chalon)         | Jean-Louis Borg (Dijon)                            |
| 2015 | Adrien Moerman (Limoges)     | Adrien Moerman (Limoges)  | Petr Cornelie (Le Mans)    | Florent Piétrus (Nancy)      | Benjamin Sene (Nancy)         | Vincent Collet (SIG)                               |
| 2016 | Devin Booker (Chalon)        | Devin Booker (Chalon)     | Frank Ntilikina (SIG)      | Charles Kahudi (ASVEL)       | Wilfried Yeguete (Pau-Orthez) | Vincent Collet (SIG)                               |
| 2017 | D.J. Cooper (Pau-Orthez)     | D.J. Cooper (Pau-Orthez)  | Frank Ntilikina (SIG)      | Moustapha Fall (Chalon)      | Paul Lacombe (SIG)            | Zvezdan Mitrović (Monaco)                          |